# Ruta Estatal de California 13
La Ruta Estatal de California 13, y abreviada SR 13 (en inglés: California State Route 13) es una carretera estatal estadounidense ubicada en el estado de California. La carretera inicia en el Sur desde la I 580     en Oakland hacia el Norte en la I 80  , I 580   en Berkeley. La carretera tiene una longitud de 15,7 km (9.73 mi).

## Mantenimiento
Al igual que las autopistas interestatales, y las rutas federales y el resto de carreteras estatales, la Ruta Estatal de California 13 es administrada y mantenida por el Departamento de Transporte de California por sus siglas en inglés Caltrans.

## Cruces
La Ruta Estatal de California 13 es atravesada principalmente por la  SR 24  SR 123   en Oakland y Berkeley.
| Localidad | Miliario                      | Salida | Destinos                                                             | Notas                                   |
| --- | ----------------------------- | ------ | -------------------------------------------------------------------- | --------------------------------------- |
| Oakland | 4.26                          | 1A     | I 580 este (MacArthur Freeway) – Hayward, Stockton                   | Salida Sur y entrada Norte              |
| Oakland | 4.26                          | 26     | Seminary Avenue                                                      | Salida Sur y entrada Norte              |
| Oakland | 4.26                          | 1B     | A I 580 oeste (MacArthur Freeway) – Downtown Oakland, San Francisco  | Salida Sur y entrada Norte              |
| Oakland | 5.01- 5.39                    | 1C     | Carson Street, Redwood Road                                          | Señalizada como Salida 1 Norte          |
| Oakland | 6.47                          | 2      | Joaquin Miller Road, Lincoln Avenue                                  |                                         |
| Oakland | 7.40                          | 3      | Park Boulevard                                                       |                                         |
| Oakland | 8.30                          | 4      | Moraga Avenue, Thornhill Drive                                       |                                         |
| Oakland | 9.07                          | 5A     | Broadway Terrace                                                     | Señalizada como Salida 5 Sur            |
| Oakland | R9.62                         | 5B     | SR 24 este (Grove-Shafter Freeway) – Walnut Creek, Concord           | Sin salida Sur                          |
| Oakland | R9.62                         | 5C     | SR 24 oeste (Grove-Shafter Freeway) – Oakland                        | Salida izquierda Norte y entrada Sur    |
| Oakland | Extremo norte de la autopista |        |                                                                      |                                         |
| Berkeley | 11.61                         |        | Telegraph Avenue                                                     |                                         |
| Berkeley | 12.24                         |        | Adeline Street                                                       |                                         |
| Berkeley | 13.18                         |        | SR 123 (San Pablo Avenue) – Albany, Oakland                          |                                         |
| Berkeley | 13.93                         |        | I 80 I 580 (esteshore Freeway) – Richmond, Sacramento, San Francisco | Interchange; salida norte y entrada sur |
| 1.000 mi = 1.609 km; 1.000 km = 0.621 mi Cerrada/Antigua • Terminal concurrente • Acceso incompleto • Propuesta/Sin abrir |                               |        |                                                                      |                                         |